# NGC 6399
NGC 6399 é uma galáxia espiral (S0-a) localizada na direcção da constelação de Draco. Possui uma declinação de +59° 36' 56" e uma ascensão recta de 17 horas, 31 minutos e 50,4 segundos.
A galáxia NGC 6399 foi descoberta em 7 de Julho de 1885 por Lewis A. Swift.